# Georg Johansson (labdarúgó)
Georg Johansson (1910. április 23. – ?) svéd válogatott labdarúgó.
A svéd válogatott tagjaként részt vett az 1934-es világbajnokságon.